# Teramulus
Teramulus is een geslacht van straalvinnige vissen uit de familie van koornaarvissen (Atherinidae).

## Soorten
- Teramulus kieneri Smith, 1965
- Teramulus waterloti Pellegrin, 1932